# بيرل بوزر
بيرل بوزر (بالإنجليزية: Pearl Bowser)‏ هي منتجة أفلام ومؤلفة ومخرجة أمريكية، ولدت في 1931.

## وصلات خارجية
- بيرل بوزر على موقع IMDb (الإنجليزية)
- بيرل بوزر على موقع قاعدة بيانات الفيلم (الإنجليزية)